# Castro do Bom Sucesso
O Castro do Bom Sucesso  é um castro povoado entre a Idade do Bronze e a Idade do Ferro situado na freguesia de Tavares (Chãs, Várzea e Travanca), no município de Mangualde em Portugal.
Em 1997 foi classificado como monumento nacional.